# Spring Park
Spring Park is een plaats (city) in de Amerikaanse staat Minnesota en valt bestuurlijk gezien onder Hennepin County.

## Demografie
Bij de volkstelling in 2000 werd het aantal inwoners vastgesteld op 1717.
In 2006 is het aantal inwoners door het United States Census Bureau geschat op 1854, een stijging van 137 (8,0%).

## Geografie
Volgens het United States Census Bureau beslaat de plaats een oppervlakte van
1,6 km², waarvan 0,9 km² land en 0,7 km² water.

## Plaatsen in de nabije omgeving
De onderstaande figuur toont nabijgelegen plaatsen in een straal van 8 km rond Spring Park.